# 五條藩
五條藩（日语：／ Gojō-han */?）又稱五條二見藩（日语：／ Gojōfutami-han */?）、二見五條藩（日语：／ Futamigojō-han */?），是日本大和國宇智郡二見五條的藩，慶長5年（1600年）之後創藩，元和2年（1616年）廢藩，石高約為10,307石，藩廳是二見城。

## 歷史
根據《三百藩藩主人名事典》記載，原為筒井定次重臣的松倉重政在天正15年（1587年）3月，離開筒井家成為浪人。文祿2年（1593年），重政出仕於豐臣秀吉，關原之戰時則作為東軍參戰建功，並且在慶長13年（1608年）7月獲賜大和國宇智郡二見五條約10,307石。
另一方面根據《角川日本地名大辭典》記載，重政是在慶長13年伊賀上野藩藩主定次被改易後憑其在關原之戰的戰功而創藩，《藩史大事典》也指出有說法指重政是在定次被改易後才成為浪人，並且主張五條藩是在關原之戰後創藩，實際年份則不明。領地是宇智郡約7,000石、高市郡約2,000石和十市郡約1,000石。
慶長年間或慶長11年（1596年至1615或1606年），重政以二見城為藩廳，並且在五條村和二見村之間建設新町作為城下町，並且興建93戶町屋，又免除諸役。慶長19年（1614年），重政在大坂冬之陣於藤堂高虎麾下參戰，元和元年（1615年）時的大坂夏之陣則擊敗後藤基次。元和2年（1616年），重政獲加增至肥前日野江藩43,000石，五條藩就此廢藩。

## 註解
1. ↑  現行對應地名如下[1]：
  - 二見現為奈良縣五條市二見（日语：五條町）。
  - 五條現為五條市五條（日语：五條町）、須惠、岡口、本町和新町一帶。